# Zorlențu Mare

Lage der Gemeinde Zorlențu Mare im Kreis Caraș-Severin

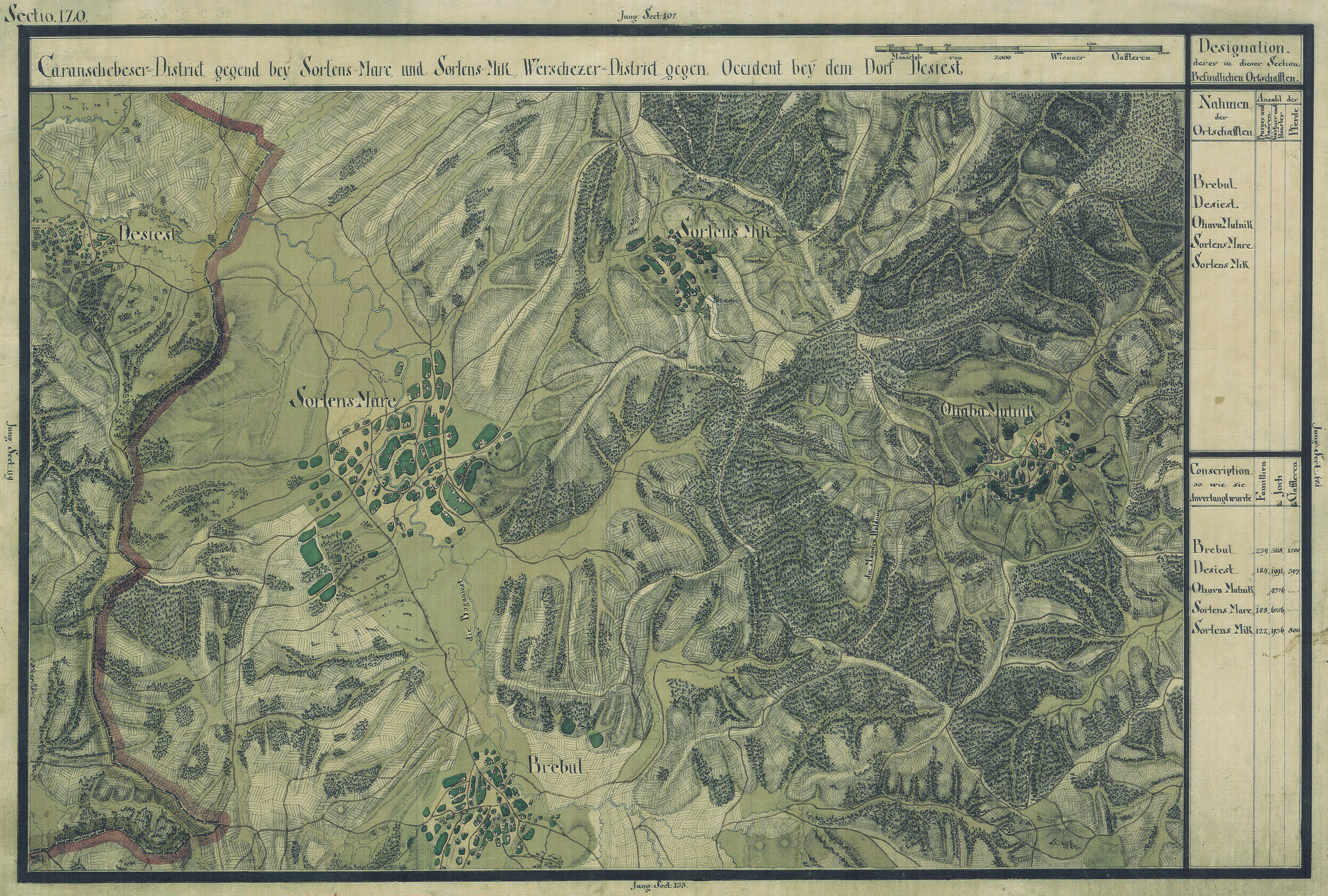
Zorlențu Mare auf der Josephinischen Landaufnahme

Zorlențu Mare (deutsch Sorlens oder Groß-Sorlens, ungarisch Zorlencz auch Alsózorlenc, serbokroatisch Velichi Zorlenci) ist eine Gemeinde im Kreis Caraș-Severin, in der Region Banat, im Südwesten Rumäniens. Zu der Gemeinde Zorlențu Mare gehört auch das Dorf Zorlencior.

## Geografische Lage
Zorlențu Mare liegt im Norden des Kreises Caraș-Severin, an den Kreisstraßen (drum județean) DJ 608B und DJ 587, in 40 km Entfernung von Reșița und 25 km von Caransebeș.

## Nachbarorte
| Scăiuș  | Dragomirești                                | Zorlencior |
| Dezești | Kompassrose, die auf Nachbargemeinden zeigt | Ruginosu   |
| Ezeriș  | Soceni                                      | Brebu      |

## Geschichte
Im Laufe der Jahrhunderte traten verschiedene Schreibweisen des Ortsnamens auf:
1499 Zorilencz,
1503 Zorlencz,
1808  Zorlencz, Zorlenczul-mare,
1888  Nagy-Zorlencz,
1913 Alsózorlenc,
1919  Zorlențul-mare, Zorlențu Mare
Auf der Josephinischen Landaufnahme von 1717 ist Velichi Zorlenci mit 150 Häusern eingetragen. Nach dem Frieden von Passarowitz (1718) war die Ortschaft Teil der Habsburger Krondomäne Temescher Banat.
Infolge des Österreichisch-Ungarischen Ausgleichs (1867) wurde das Banat dem Königreich Ungarn innerhalb der Doppelmonarchie Österreich-Ungarn angegliedert. Die amtliche Ortsbezeichnung war Alsózorlenc.
Der Vertrag von Trianon am 4. Juni 1920 hatte die Dreiteilung des Banats zur Folge, wodurch Zorlențu Mare an das Königreich Rumänien fiel.

## Bevölkerungsentwicklung
| 1880 | 2969 | 2914 | 17 | 28 | 10           |
| 1910 | 3596 | 3388 | 26 | 88 | 94           |
| 1930 | 3314 | 3102 | 17 | 36 | 159          |
| 1977 | 2312 | 2246 | 6  | 1  | 59           |
| 2002 | 1223 | 1143 | 1  | 3  | 76           |
| 2011 | 1015 | 925  | 2  | -  | 88 (7 Roma)  |
| 2021 | 873  | 694  | -  | -  | 179 (2 Roma) |